# うらたろう
『うらたろう』は、中山敦支による漫画作品。『週刊ヤングジャンプ』（集英社）2016年35号にて第0話にあたる『ちよ』を掲載後、翌週の36号から2017年44号まで連載された。

## 物語
第一幕（1話 - 31話）
平氏が源氏を倒した六波羅時代。不死者である温羅太郎は出会った少女・千代に自分を殺してもらため、黄泉比良坂へと向かう。
第二幕 回生編（32話 - ）
鬼の王が出現して1年。人間が食われ奴隷となった世界の中、温羅太郎は千代のバラバラとなった7つの遺骸を集めるため日本各地を探し回る。

## 世界観・用語解説
六波羅時代
平氏が源氏を倒した後に築いた時代で、一言で表せば「パラレル鎌倉時代」。
六波羅京
平氏が京に造った都。
妖怪

鬼

## 登場人物

### 主要人物
温羅太郎（うらたろう）
本作の主人公。鬼の血を継いでるため、生来不死の体を持っており800年生きてきた。死にたいと思っても死ねない身体であることに嫌気がさしており、死ぬ方法を求めていた。自身の不死の呪いと同じ紋様を身に持つ千代に興味を持ち、ともに黄泉比良坂を目指し旅をする。妖怪を素手でしとめるほど戦闘能力は高い。
平千代（たいらの ちよ）
本作のヒロイン。15歳。平維盛の娘。鬼産みの巫女。性格は明るく天真爛漫で、他者のために自身の命を投げ出すことも厭わない。16歳で必ず死ぬ呪いを持ち、不死になる方法を求め、従者の景清とともに旅をしていた。不死の仙人の噂をもとに、うらたろうに出会う。源平合戦において、妖怪と契約により負けるはずだった平家が勝利を得る代償として、妖怪の王を産むことを定められていた。
平景清（たいらの かげきよ）
千代の従者で筋骨隆々とした老山伏。千代からは「ジイ（爺）」と呼ばれる。うらたろうの住む山で主の一本ダタラに殺されたものの、千代の身を案じる余り、人魂状の霊魂と化して復活、二人の旅に同行する。

### 平家の関係者
建春門院新大納言（けんしゅんもんいん しんだいなごん）
千代の母。千代を助けるため、呪いと不死の存在を教え、中尊寺から逃がす手引きをする。
藤原秀衡（ふじわらの ひでひら）
鎮守府将軍陸奥守（ちんじゅふしょうぐんむつのかみ）。奥州平泉の統治者で千代を監視していた。金熊童子との契約で「触れた物を金にする能力」をもち、多くの少女を金細工にして蒐集していた。大陸の魔術である跳屍送尸術を使い、キョンシーを操って逃げた千代を捕えようとする。千代を取り逃した事を安徳天皇に見抜かれると攻撃しようとするが、教経に首を刎ね飛ばされた。
源九郎義経（みなもとの くろうよしつね）
源氏最強と呼ばれた男。琵琶法師の姿で千代の前に現れ、沼御前の退治法について助言する。天狗とつながりがある。
安徳天皇
今上の天皇。14歳。温羅太郎と同様生まれついての不死者の体質を持つ。性格は傲岸不遜で傍若無人。退屈を嫌い、思い付きで面白いと思ったことを実行する。
平教経
安徳天皇の従者。平能登守教経（たいらののとのかみのりつね）。戦闘能力は非常に高く、平家最強と呼ばれている。そのそば以上に安全な場所はないという意味で安徳天皇からは「動く御所」と称されている。非常に長い剣を使い、ほとんどのシーンで剣先がコマからはみ出ている。
平六代
第二幕から登場。平維盛の嫡子で千代の兄。ちよの右腕を持つ。ネクロフィリア。死霊魔術（ネクロマンシー）を使い骸骨を操る。

### その他
伏丸
秀衡の従者。犬と同化する術を使い、黒犬の姿に変わる。平家と源氏から弾圧をされ、四国から奥州に逃れてきた犬神一族の末裔。そのため平家一門を嫌悪している。
もがり
第二幕から登場。源頼朝の娘。鬼に扮して貢物を強奪していた少女。隙を見て千代の首を入手するため温羅太郎と行動を共にする。
源頼朝
第二幕から登場。鎌倉殿。苦しむ幾多の乙女達を救うため鬼を滅ぼし日本を救う事を目指す男。弁慶の体を乗っ取っていた熊童子に殺害された。
北条政子
頼朝の正室。侍女と戯れる頼朝を「百貫」と書かれた大槌で殴り地面にめり込ませた。頼朝を殺された後、温羅太郎を勧誘するも拒否される。
武蔵坊弁慶
頼朝から温羅太郎の持つ千代の遺骸の入った鞄を狙う命令を受ける。

### 鬼
金熊童子
酒呑童子の三男。秀衡に力を貸していた。父である酒呑童子から千代を奥州に拘禁する命を受けていたが千代を取り逃す。その事で酒呑童子の怒りを買うが、千代に矢を放ち受胎させた事もあり命までは取られず、人間の姿に変えられる事のみで済んだ。
酒呑童子
鬼の棟梁。
茨木童子
酒呑童子の妻。
星熊童子

虎熊童子

熊童子/ジイ
酒呑童子の長男。平景清の体を乗っ取って以降、千代に尽くしてきた。千代に母の首を見せ絶望の底に落とし込む事で千代に宿る妖怪王を誕生させる。弁慶の体も乗っ取っており頼朝を殺害した。
羅刹
酒呑童子から力を与えられた、百鬼夜行隊を統べる妖怪。千代を奈落に連れ去ろうとするが温羅太郎に倒された。
妖怪王
千代の腹を突き破って出現した妖怪。不死。
エグオ
長門の国を任される鬼守。

### 妖怪
一本ダタラ
一本足のイノシシのような怪物。温羅太郎に斃された。
沼御前
蛇の怪物。美しい女性の姿に化けることができる。彼女を退治しようとした千代を食べようとしたが、温羅太郎に腹を裂かれ斃された。

## 書誌情報
- 中山敦支 『うらたろう』 集英社〈ヤングジャンプ・コミックス〉、全6巻
  1. 2016年12月24日発行（12月19日発売[集 1]）、ISBN 978-4-08-890556-3
  2. 2017年1月24日発行（1月19日発売[集 2]）、ISBN 978-4-08-890557-0
  3. 2017年5月24日発行（5月19日発売[集 3]）、ISBN 978-4-08-890674-4
  4. 2017年6月24日発行（6月19日発売[集 4]）、ISBN 978-4-08-890675-1
  5. 2017年9月24日発行（9月19日発売[集 5]）、ISBN 978-4-08-890755-0
  6. 2017年11月22日発行（11月17日発売[集 6]）、ISBN 978-4-08-890803-8